# Wachtbergschanze
Die Wachtbergschanze bei Bad Brambach im sächsischen Vogtlandkreis war eine Skisprungschanze im Oberen Vogtland. 
1952 wurde die Wachtbergschanze im Elstergebirge in der Nähe der Hohendorfer Mühle erbaut und am 11. Januar 1953 mit einem Skispringen eröffnet. Die Schanze war eine Holzkonstruktion mit einem 5,5 m hohen Anlaufturm und galt mit einem K-Punkt von 28,5 m als kleine Schanze. Auf der Holzschanze fanden bis 1978 Wettkämpfe und Trainingssprünge statt. In den Jahren 1972 bis 1974 war die Schanze auch ein offizieller Trainingsstützpunkt des SC Dynamo Klingenthal für Skispringen. Die Wachtbergschanze musste anschließend wegen Baufälligkeit abgerissen werden.